# 1987 nos jogos eletrônicos
Isto é um artigo sobre os jogos eletrônicos no ano de 1987.

## Eventos
- 15 de maio: lançamento do NES na Europa.
- 30 de outubro: lançamento do PC-Engine da NEC no Japão .
- "Activision compra Infocom" .
- A Electronic Arts compra baterias incluídas .
- Lançamento do Amiga 500, modelo de computador pessoal de 16/32 bits.
- Criação de empresas : Maxis, GameTek, Apogee Software, Empire Interactive .
- Desenvolvimento inicial de Fire Emblem antes de seu lançamento em 1990 .

## Principais jogos lançados
- 27 de janeiro: Dragon Quest II é lançado para NES no Japão.
- 20 de fevereiro: Konami lança Contra
- 7 de julho: lançamento de Metal Gear no Japão.
- 20 de dezembro: A Sega lança Phantasy Star no Japão, o primeiro RPG da empresa que faz sucesso e tem inúmeras sequências.
- Castlevania da Konami lançado.
- Tetris é lançado na Europa e nos Estados Unidos .
- Final Fantasy é lançado no Japão . Este será o primeiro episódio de uma longa série.
- Dungeon Master é lançado para o Atari ST . É o primeiro RPG em tempo real.
- Bubble Ghost, publicado pela Ere Informatique para Atari ST, é lançado na França.

## Prêmios
Tilt d'or 1987 
- Melhor jogo do ano: Marble Madness de Electronic Arts
- Melhor jogo de ação: Trailblazer de Mr. Chip Software
- Meelhor jogo de arcade: Goldrunner de Microdeal
- Melhor jogo de simulação: Chuck Yeager's Advanced Flight Trainer de Electronic Arts
- Melhor jogo de avendura: Le Manoir de Mortevielle de Lankhor
- Melhores gráficos : Les Passagers du vent de Infogrames
- Melhores efeitos sonoros: Le Manoir de Mortevielle de Lankhor
- Jogo mais original (empatados): The Sentinel da Firebird e Sapiens da Loriciels
- Prêmio especial do juri: Cobrasoft